# 杓狀軟骨
杓狀軟骨（arytenoid cartilage、arytenoid、/ærɪˈtiːnɔɪd/）是一對小三角錐體，形成喉部的一部分，且聲帶(vocal cords)與之相連。這些相連的結構允許及幫助聲帶的運動。
每個杓狀軟骨都是金字塔形或勺狀形（arytenoid 來自希臘語；arytaina(意即勺子) + eidos(意即形狀)），且有三個表面，一個基部，以及一個頂點。

## 附件圖片

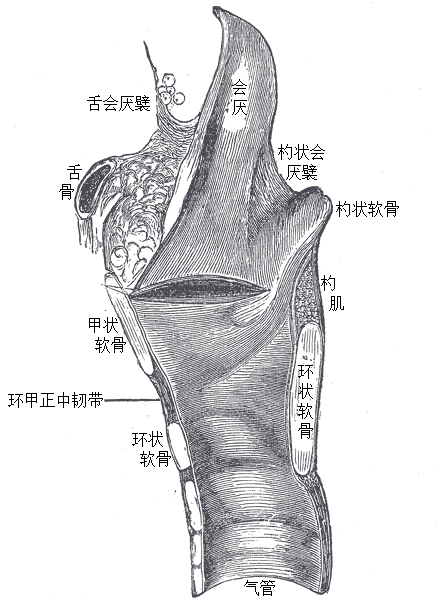
喉部矢狀面及氣管上部。
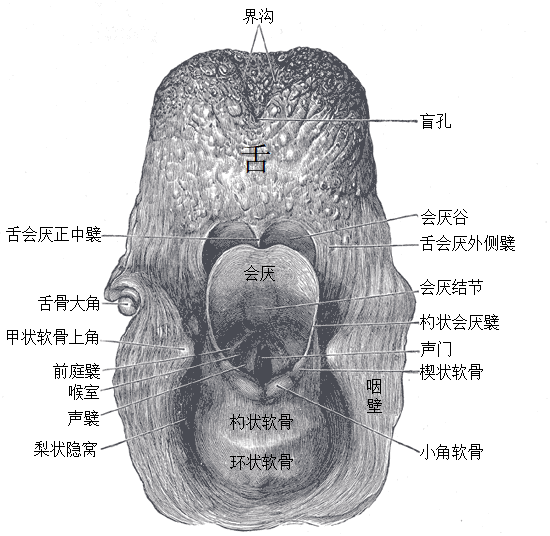
喉部入口，後視圖。
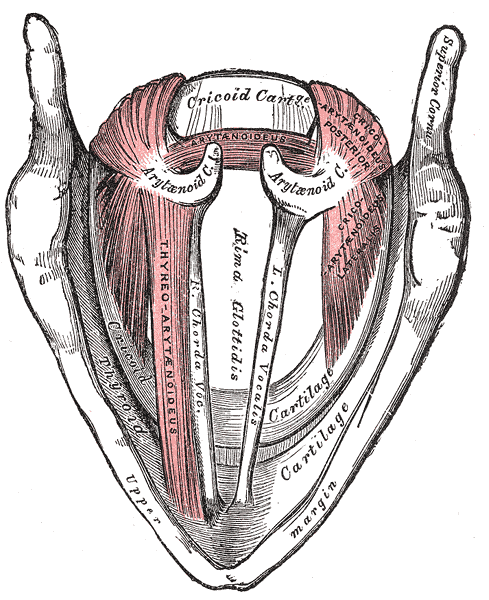
喉部肌肉，上視圖。
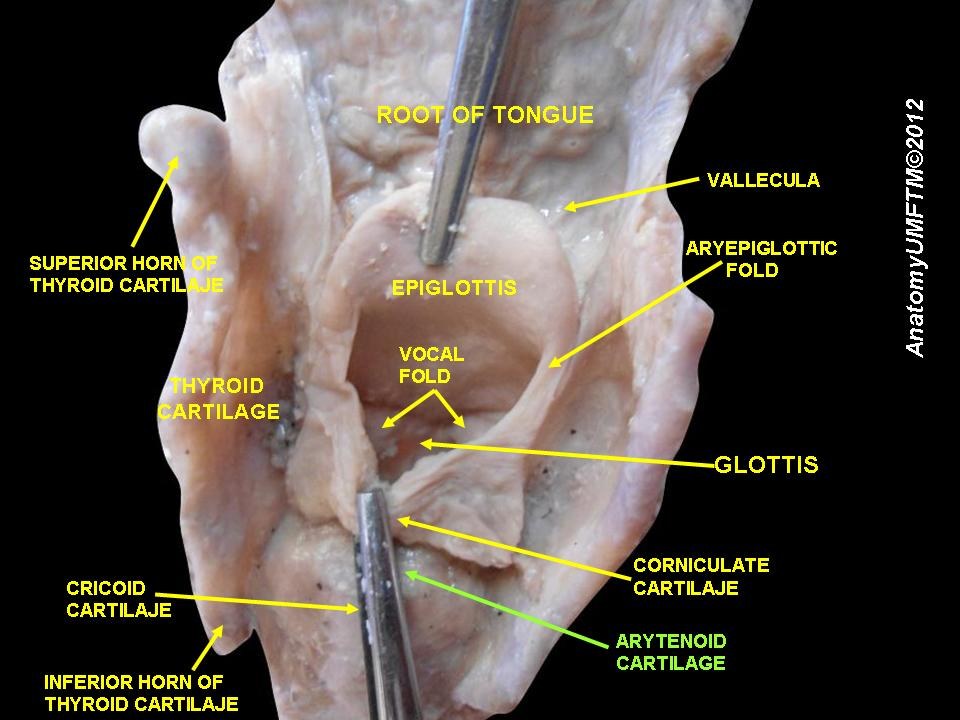
杓狀軟骨。
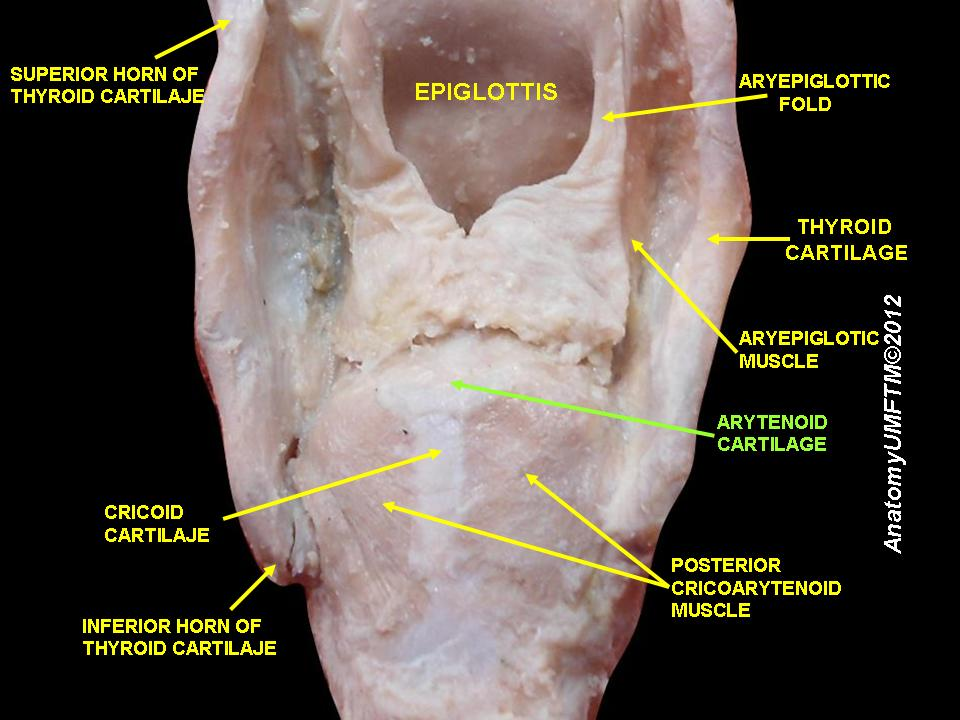
杓狀軟骨。